# Josep Joan i Gironès
Josep Joan i Gironès, conegut com a Josep Gironès, (Barcelona, 28 d'agost de 1904 – Mèxic, 8 de febrer de 1982) i pels sobrenoms d'El Crack de Gràcia i El Canari, fou un boxejador nascut a la vila de Gràcia, Barcelona.

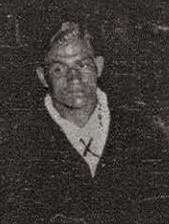
Retrat.

Esportivament va fer servir el nom Josep Gironès. Va ser un ídol de l'esport català (com ho van ser Josep Samitier o Ricard Zamora) que, finalment, va caure en l'oblit. El 1921 va començar a entrenar al costat d'Àngel Artero, pioner de la boxa catalana. L'any 1922 va debutar com a professional i, al llarg de la seva carrera, fou campió de Catalunya, d'Espanya i, en diverses ocasions, d'Europa, sempre en la categoria de pes ploma. El 1935 a la Monumental de Barcelona va disputar amb Miller, el campionat del món. Quan va esclatar la guerra civil Gironès, que ja s'havia retirat, ingressà al cos de policia i fou destinat a l'escorta personal del president Lluís Companys. Finalitzada la contesa s'hagué d'exiliar, abandonant la seva família. Va residir a Mèxic on treballà en la fàbrica de galetes del seu germà.
El règim franquista va aprofitar una retorçada història de confusions i calúmnies per acusar-lo falsament de torturador en una txeca de Barcelona (tot indica que va haver una barreja d'enveges i el fet que existia un altre Josep Gironès també boxejador que a més tenia un físic semblant). Segons ha escrit Joan de Sagarra, el periodista Josep Morera Falcó, l'any 1968, va entrevistar al fals campió Gironès i, un cop publicada l'entrevista va demanar públicament al Delegado Nacional de Deportes, Juan Antonio Samaranch que rehabilités la figura de Josep Joan i, segons Lolita, la filla del boxador, no hi va estar d'acord. Va morir a Mèxic el 8 de febrer del 1982. Des de l'11 de juliol de l'any 2000 Gràcia el recorda i contribueix a reivindicar la seva neta memòria, amb una placa a la façana de la casa on va néixer al carrer Llibertat, 29.
Juli Lorente ha escrit un llibre “Josep Gironès. El Crack de Gràcia. Ídol pugilístic del segle XX” (2002). “138 segons”, documental de Joan Lopez, és la història de Josep Gironès. 138 segons és el temps que dura un round. No es conserven imatges fílmiques". El motiu es deu que hi va haver un incendi a la Filmoteca durant la Guerra Civil i s'hi van cremar pel·lícules.